# 嘉慶 (日本)
嘉慶（、かきょう）は、日本の南北朝時代の元号の一つ。北朝方にて使用された。至徳の後、康応の前。1387年から1389年までの期間を指す。この時代の天皇は、北朝方が後小松天皇。南朝方が後亀山天皇。室町幕府将軍は足利義満。

## 改元
- 至徳4年8月23日（ユリウス暦1387年10月5日） 疫病により改元
- 嘉慶3年2月9日（ユリウス暦1389年3月7日） 康応に改元

## 嘉慶期におきた出来事
2年
7月 九州探題の今川貞世（了俊）が、九州で倭寇に誘拐された俘虜を返還する。
9月 将軍足利義満が富士山の遊覧を行う。

### 死去
2年 義堂周信（享年64）、春屋妙葩（享年77）、二条良基（享年69）

## 西暦との対照表
※は小の月を示す。
| 嘉慶元年（丁卯） | 一月※     | 二月※ | 三月 | 四月※ | 五月  | 閏五月※ | 六月  | 七月※ | 八月 | 九月  | 十月※   | 十一月 | 十二月    |
| 元中四年         | 一月※     | 二月※ | 三月 | 四月※ | 五月  | 閏五月※ | 六月  | 七月※ | 八月 | 九月  | 十月※   | 十一月 | 十二月    |
| ---------------- | --------- | ----- | ---- | ----- | ----- | ------- | ----- | ----- | ---- | ----- | ------- | ------ | --------- |
| ユリウス暦       | 1387/1/21 | 2/19  | 3/20 | 4/19  | 5/18  | 6/17    | 7/16  | 8/15  | 9/13 | 10/13 | 11/12   | 12/11  | 1388/1/10 |
| 嘉慶二年（戊辰） | 一月※     | 二月※ | 三月 | 四月※ | 五月※ | 六月    | 七月※ | 八月  | 九月 | 十月  | 十一月※ | 十二月 |           |
| 元中五年         | 一月※     | 二月※ | 三月 | 四月※ | 五月※ | 六月    | 七月※ | 八月  | 九月 | 十月  | 十一月※ | 十二月 |           |
| ユリウス暦       | 1388/2/9  | 3/9   | 4/7  | 5/7   | 6/5   | 7/4     | 8/3   | 9/1   | 10/1 | 10/31 | 11/30   | 12/29  |           |
| 嘉慶三年（己巳） | 一月      | 二月※ | 三月 | 四月※ | 五月※ | 六月※   | 七月  | 八月※ | 九月 | 十月  | 十一月※ | 十二月 |           |
| 元中六年         | 一月      | 二月※ | 三月 | 四月※ | 五月※ | 六月※   | 七月  | 八月※ | 九月 | 十月  | 十一月※ | 十二月 |           |
| ユリウス暦       | 1389/1/28 | 2/27  | 3/28 | 4/27  | 5/26  | 6/24    | 7/23  | 8/22  | 9/20 | 10/20 | 11/19   | 12/18  |           |